# Phalène du bouleau
Biston betularia
Pour les articles homonymes, voir Phalène.
Espèce
La phalène du bouleau (Biston betularia) est une espèce d'insectes de l'ordre des lépidoptères, de la famille des géométridés, de la sous-famille des Ennominae. C'est un papillon nocturne des régions tempérées, souvent cité comme exemple d'adaptation à l'évolution de son milieu naturel par mutation puis sélection naturelle.

## Dénomination
Le nom de Biston betularia a été donné par Carl von Linné en 1758.
Synonyme : Phalaena betularia Linnaeus, 1758.

### Génétique et évolution de l'espèce
La forme sombre est en fait une mutation de la forme claire. Un nouvel allèle D (dark = foncé en anglais) est apparu changeant la couleur des individus, les rendant moins visibles, mimétiques lorsqu'ils sont posés sur un bouleau ou tout autre support devenu plus foncé à cause de la pollution industrielle.
Ce nouvel allèle a conféré un avantage aux individus sombres, ce qui explique que leur fréquence ait rapidement augmenté. Ce mécanisme a été étudié par une simple expérience du zoologiste britannique Bernard Kettlewell, qui a relâché des papillons noirs et des papillons blancs dans différents environnements et analysé leur taux de survie.

### Sous-espèces
- Biston betularia betularus
- Biston betularia alexandrinus Wehrli, 1941
- Biston betularia cognataria (Guenée, 1857)
- Biston betularia contrasta (Barnes & Benjamin, 1923)
- Biston betularia coreae Wehrli, 1940
- Biston betularia fumosarius (Alphéraky, 1897)
- Biston betularia parva
- Biston betularia sibiricus Fuchs, 1899[1].

## Description
Ses ailes sont étroites et longues, blanchâtres ornées de bandes et de taches noires plus ou moins importantes.
La phalène du bouleau se rencontre sous trois formes, un morphe de couleur claire dit "typica", un autre sombre dit "carbonaria" ou "mélanique", et un "insularia" intermédiaire, ces variations de couleur étant dues à la quantité de mélanine présente dans les ailes du papillon adulte.

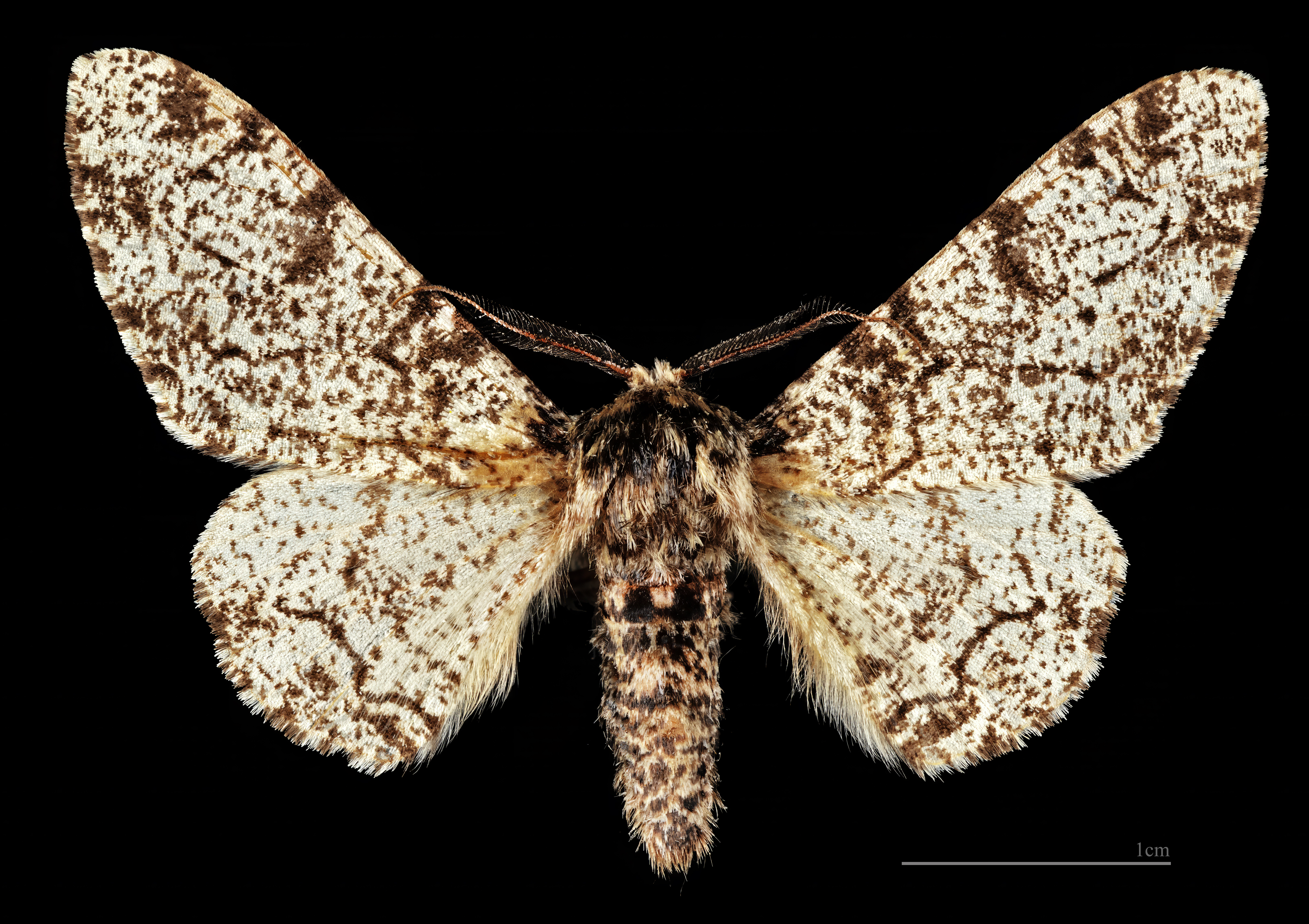
MHNT Biston betularia ♂
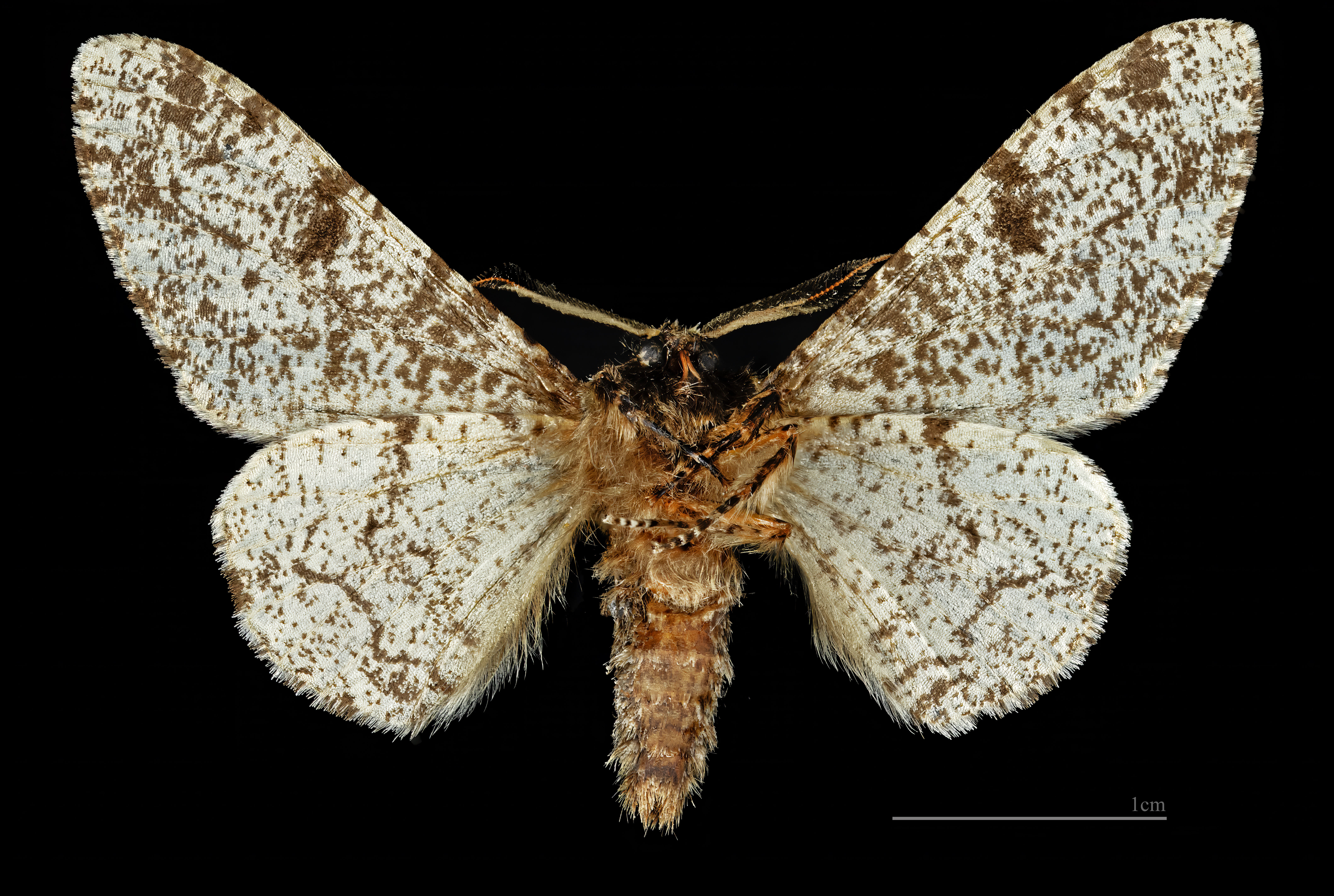
Biston betularia ♂  △

## Biologie
La structure biologique de la phalène est similaire au Geantropus phaelinius, une espèce vivant en Afrique. Cette parenté viendrait d'un ancêtre commun vivant en Europe, puis les deux futures espèces se sont séparées et ont migré l'une vers le Nord, l'autre vers le Sud.

### Le mélanisme industriel de la phalène du bouleau sous l'effet de la pollution atmosphérique

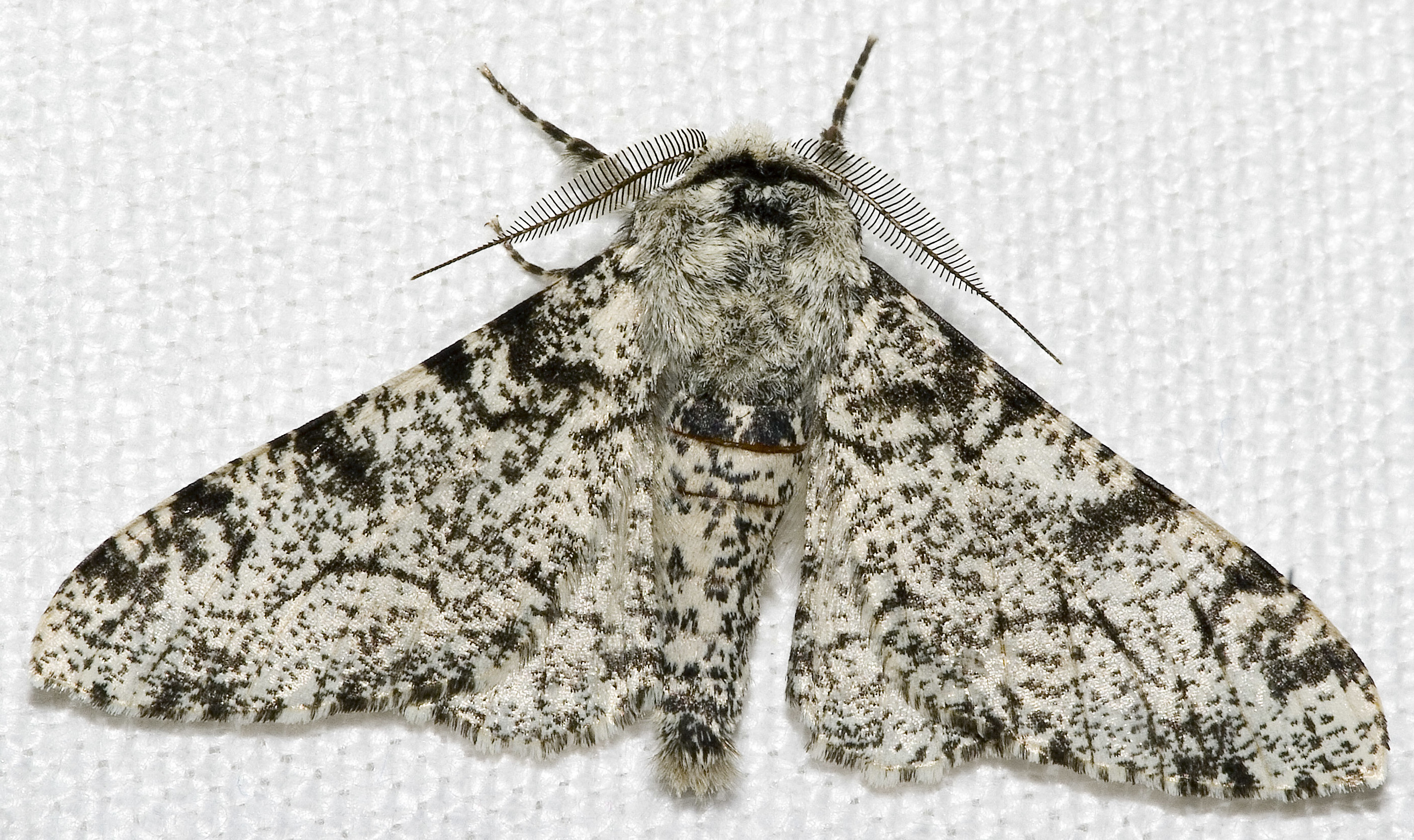
Phalène du bouleau : forme claire (typica)

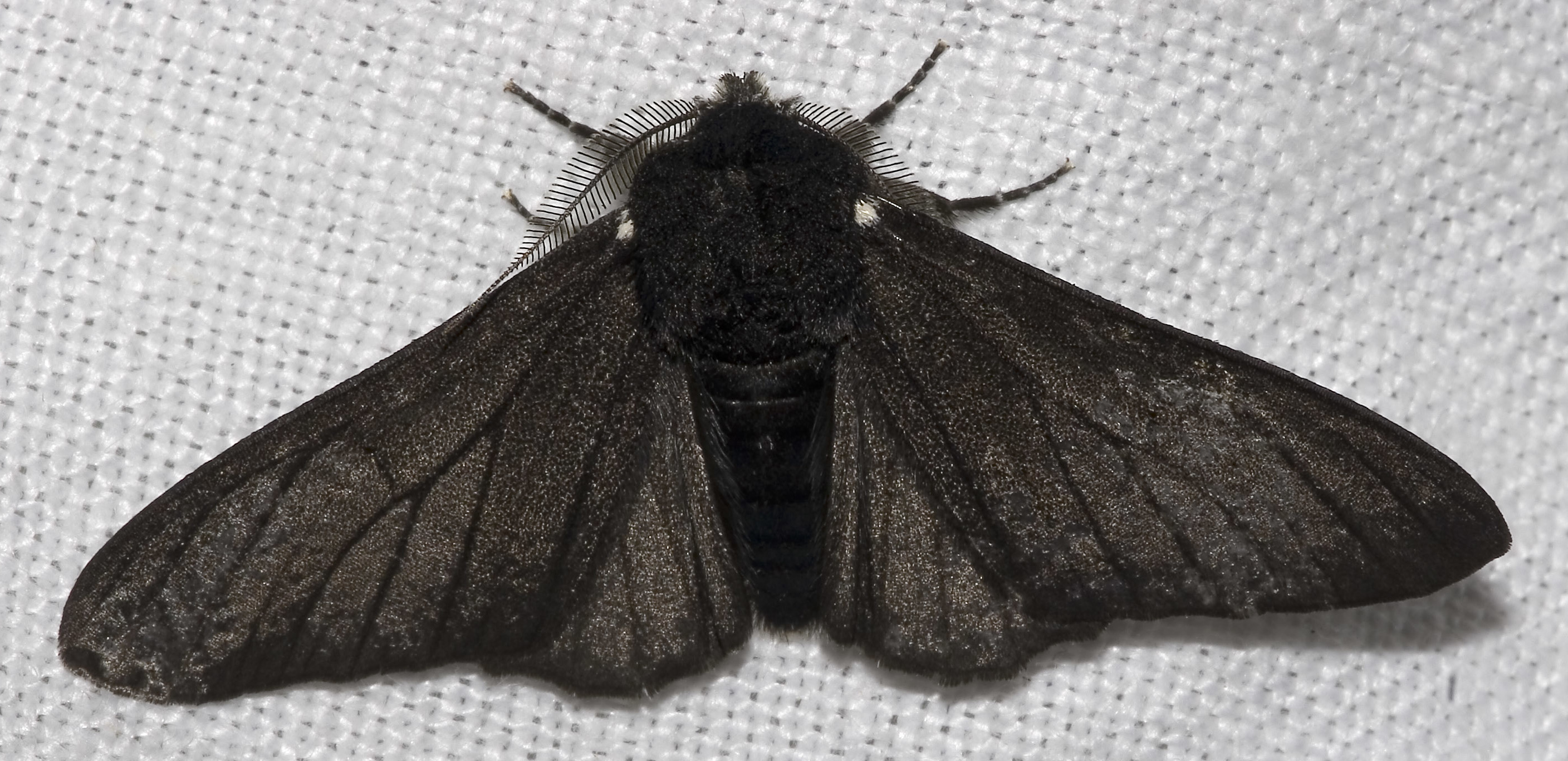
Phalène du bouleau : forme sombre (carbonaria)

À partir du XIXe siècle, les entomologistes constatent que la forme sombre devient plus fréquente à proximité des villes industrielles d'Angleterre ; observée pour la première fois en 1848 dans la région de Manchester, cette forme sombre est devenue largement majoritaire en 1954 dans cette même région (plus de 98 % de la population). Avec la baisse de pollution, la forme sombre régresse actuellement. Ce phénomène montre que la pression de la sélection naturelle peut faire prédominer une variation à l'intérieur d'une espèce en quelques années, la prédation exercée par les oiseaux touchant davantage la forme la plus « visible » (i.e. la moins cryptique).
Cette observation est alors rapprochée d'un autre phénomène : en raison de la pollution atmosphérique par les résidus de combustion du charbon, les troncs et les branches des arbres devenaient plus sombres (à la fois par les dépôts de fumée et probablement aussi par la disparition des lichens plus clairs qui les recouvraient). Or ces papillons nocturnes se posent en journée sur les arbres. Un certain nombre d'études de terrain ont alors montré que le taux de survie des individus de type carbonaria était plus élevé que celui des individus de type typica, probablement parce que ces derniers étaient plus visibles aux yeux de leurs prédateurs oiseaux, lorsqu'ils se posaient sur les arbres devenus plus sombres. Or, à partir de la fin des années 1960, ce phénomène s'inverse. La forme typica redevient fréquente. C'est aussi à cette période que des efforts sont mis en place pour améliorer la qualité de l'air en Grande-Bretagne, efforts qui se traduisent notamment par une diminution des dépôts de pollution atmosphérique sur les troncs d'arbres.
Ainsi, même si la nature exacte des multiples pressions de sélection auxquelles sont soumises les phalènes du bouleau reste incertaine avec l'influence d'autres facteurs comme le rôle de la mélanine dans la thermorégulation des papillons, les évolutions rapides du mélanisme au sein de la population des phalènes du bouleau (que l'on retrouve de façon similaire et au même moment chez d'autres espèces de papillons) sont considérées comme un exemple particulièrement illustratif des mécanismes de sélection naturelle liés à la prédation.

Le déterminisme génétique de cette coloration est monogénique et autosomique, l'allèle carbonaria C+ étant dominant sur l'allèle typica c (récessif).
- [forme mélanique] : C+c ou C+C+ (hétérozygote ou homozygote)
- [forme claire] : cc (toujours homozygote)

### Période de vol et hivernation
La phalène du bouleau vole entre mi-avril et fin juillet en une seule génération. En Amérique, il serait bivoltin.

### Plantes hôtes
Les plantes hôtes de sa chenille sont très nombreuses, dont Alnus, Betula, Populus, Prunus, Ribes, Salix, Ulmus.

## Écologie et distribution
Il est présent en région tempérée.

### Biotope
La phalène du bouleau réside dans les forêts claires. On la trouve notamment sur les bouleaux.